# Rouvres-en-Xaintois
Rouvres-en-Xaintois is een gemeente in het Franse departement Vosges (regio Grand Est) en telt 297 inwoners (2005). De plaats maakt deel uit van het arrondissement Neufchâteau.

## Geografie
De oppervlakte van Rouvres-en-Xaintois bedraagt 11,2 km², de bevolkingsdichtheid is 26,5 inwoners per km².
De onderstaande kaart toont de ligging van Rouvres-en-Xaintois met de belangrijkste infrastructuur en aangrenzende gemeenten.

## Demografie
Onderstaande figuur toont het verloop van het inwonertal (bron: INSEE-tellingen).